# Tossal del Beli
El Tossal del Beli és una muntanya de 618 metres que es troba al municipi de Sant Guim de la Plana, a la comarca catalana de la Segarra.